# East River Park

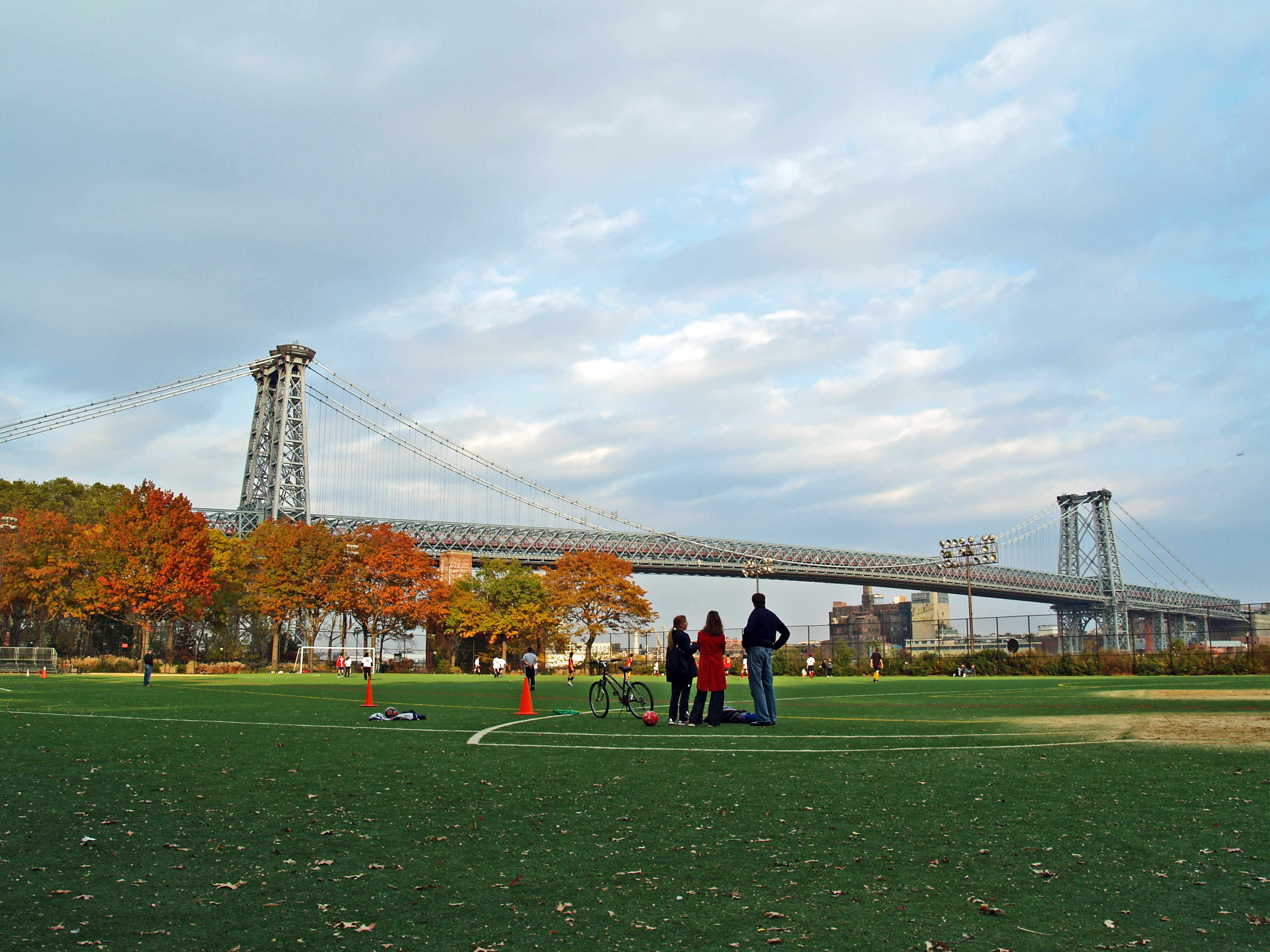
El Pont Williamsburg s'eleva prominentment sobre el parc

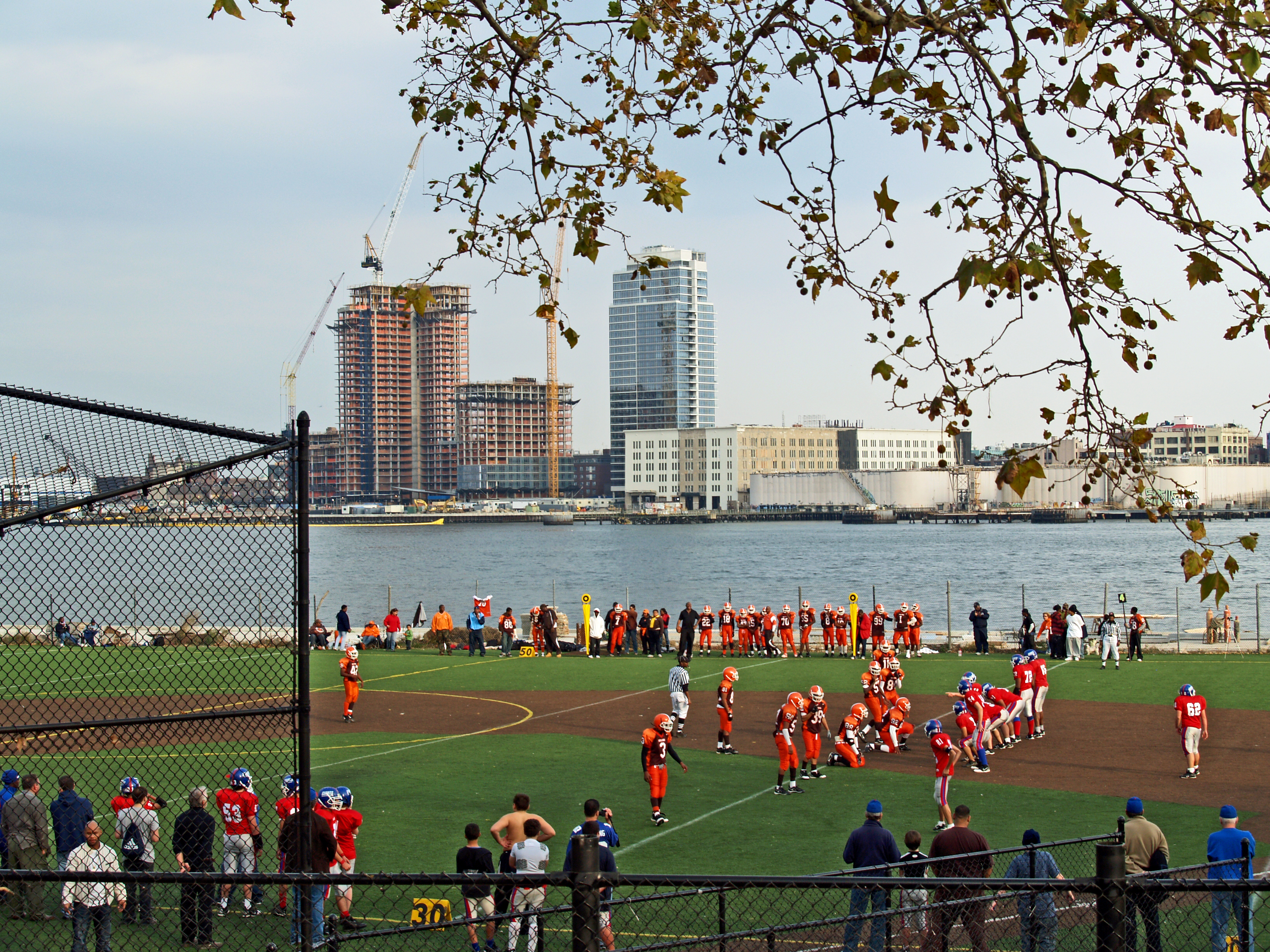
Camp de futbol americà

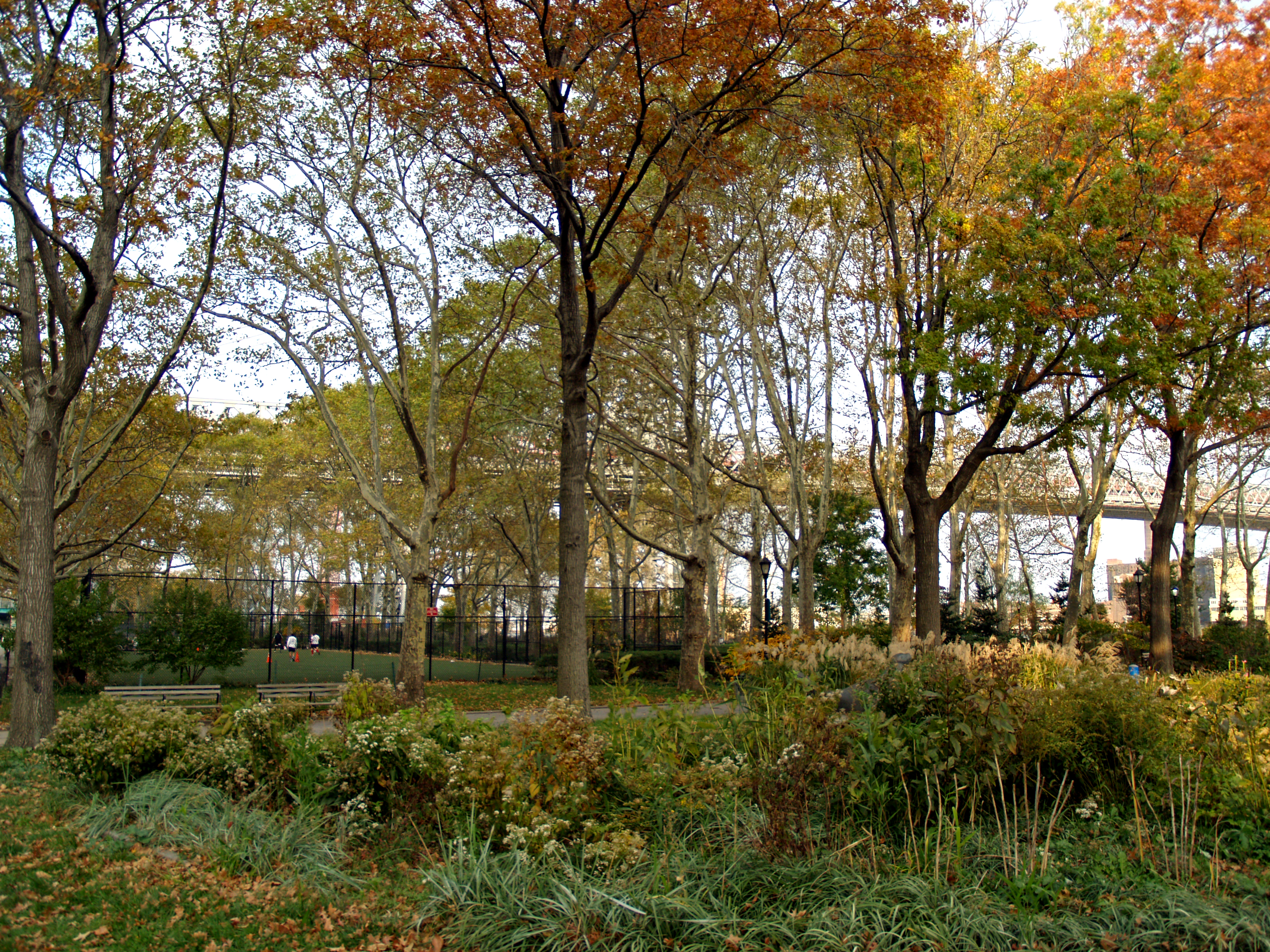
Arbreda a la vora de les pistes de tennis

L'East River Park és un jardí públic situat al barri de Lower East Side a Manhattan. S'estén al llarg de l'East River de Montgomery Street fins al carrer 12. L'entrada sud ofereix bonics punts de vista sobre el Manhattan Bridge i el Brooklyn Bridge. L'amfiteatre, construït el 1941 ha estat reconstruït després dels atemptats de l'11 de setembre de 2001, i és sovint utilitzat per a espectacles públics. El parc ha experimentat recentment importants renovacions i ara hi ha camps de futbol americà, beisbol, futbol, basquetbol, handbol, pistes de tennis, així com una pista d'atletisme i pistes per a bicicletes. S'hi pot practicar també la pesca. El parc és travessat pel Williamsburg Bridge.
Concebut a començament dels anys 1930 per Robert Moses, East River Park va ser obert el 1939. Abans, l'emplaçament era un important embarcador de mercaderies, després va servir de refugi a nombrosos immigrants. És el major espai verd de Lower East Side. Tot i que ser víctima dels danys cada vegada més importants deguts al creixement de la circulació als carrers del voltant, resta com un lloc de descans per als habitants de Lower East Side, en particular a l'estiu, gràcies a la brisa refrescant de l'East River.